# 布勒格山
76°52′S 161°48′E / 76.867°S 161.800°E
布勒格山是南極洲的山峰，位於維多利亞地，是克里夫蘭冰川的北岸，處於里弗林峰以北7公里，屬於阿爾伯特親王山脈的一部分，海拔高度1,400米，以挪威的地質學家命名。